# Anna Karinskaïa
Anna Karinskaïa (en russe : А́нна Никола́евна Каринская) est une peintre russe, paysagiste, graphiste, qui étudie des thèmes régionaux de l'Oblast de Vologda. C'est une des fondatrices du Cercle des amateurs de beaux-arts de la région Nord de Russie. La plupart de ses tableaux sont liés à la nature du Nord russe.

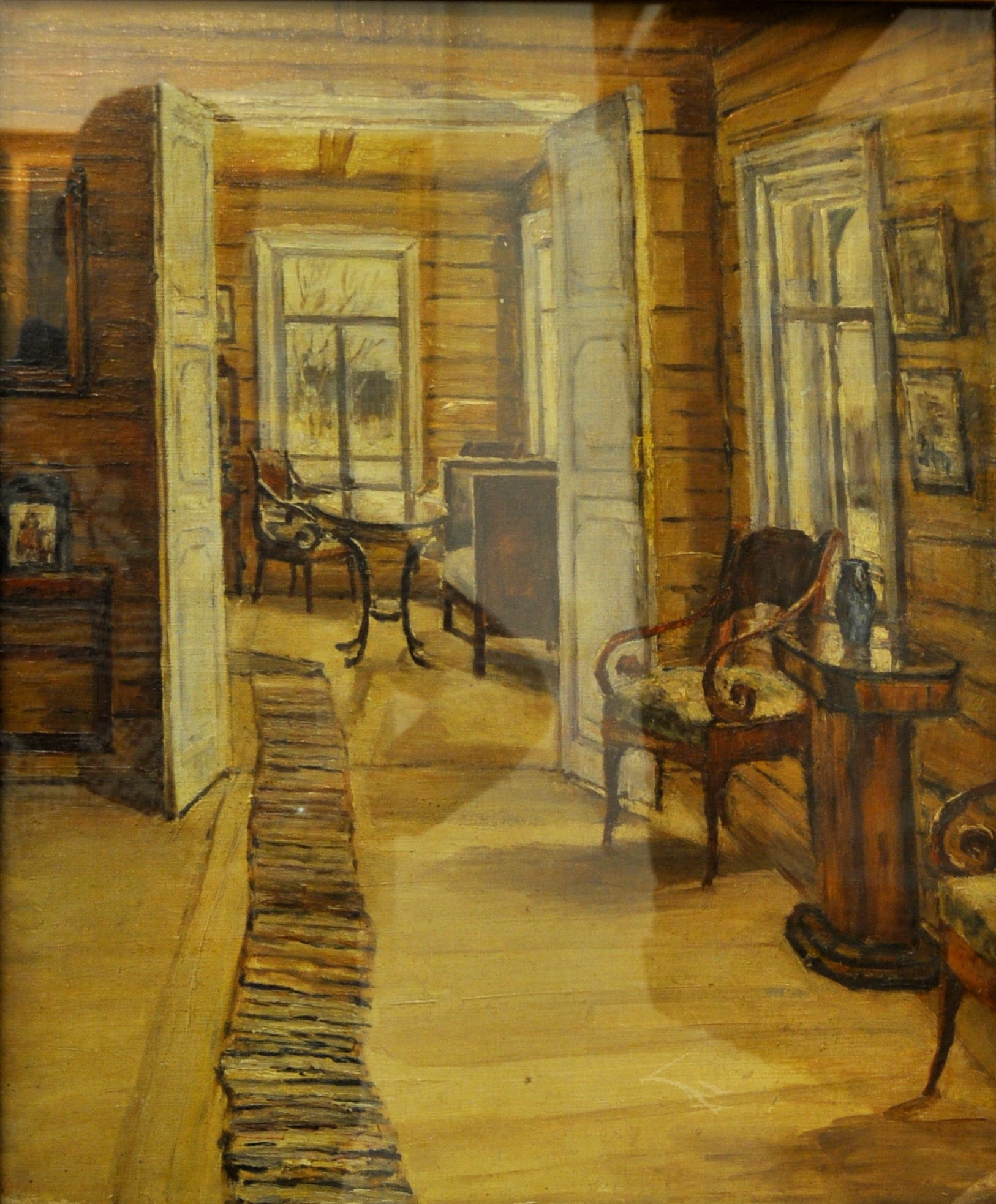
Karinskaïa-Intérieur à Murmanovo

## Biographie
Karinskaïa nait en 1871 dans la ville de Totma, Oblast de Vologda, dans une famille noble. Elle ne reçoit
pas d'enseignement artistique scolaire et assimile les conseils que lui prodigue le peintre Alexandre Kisseliov, professeur à l'Académie russe des beaux-arts à la fin des années 1890 et jusqu'au début du XXe siècle à Saint-Pétersbourg. Après 1900 elle part s'installer à Vologda, où elle fait plusieurs voyages jusqu'à la Dvina septentrionale , à Soukhona, et dans d'autres raions du gouvernement de Vologda, comme à Veliki Oustioug. Elle voyage aussi jusque Touapse (1900-1901) sur la mer Noire et aussi jusqu'à Nice. Elle travaille surtout comme paysagiste, mais peint aussi des intérieurs. À partir de 1916, elle vit à la Maison Tretiakov pour les veuves et les orphelins de peintres russes " à Moscou. Elle meurt le 30 (ou le 31 ?) décembre 1931.

## Expositions
Anna Karinskaïa participe à l'exposition de Printemps de l’Académie russe des beaux arts, aux expositions des amateurs de beaux-arts de Moscou (1893-1913 avec des interruptions ), aux expositions des Ambulants (1895—1922 avec des interruptions), aux expositions organisées à la Galerie Lemercier (1913), à l'exposition d'aquarelle, de dessins des peintres et graphistes russes (1914), aux expositions du cercle « Artistes compagnons d'armes » (1914) et encore à celle des « Artistes peintres de Moscou, victimes de la guerre » (1914—1915; toutes à Moscou).
Elle est l'un des membres fondateurs du Cercle des amateurs de beaux-arts de la région Nord de Russie, à Vologda. Elle prend part à toutes les expositions organisées par le cercle (1905-1918). 

## Collections
- Galerie Tretiakov
- Galerie de peinture de Vologda

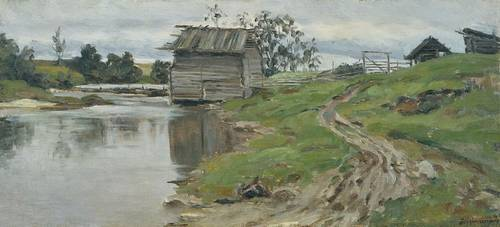
Au moulin. 1913 Galerie Tretiakov
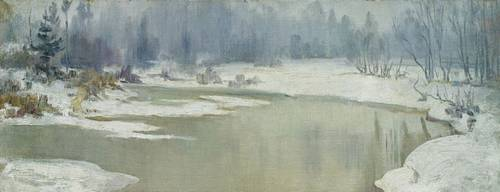
Paysage d'hiver dans le  Nord. Vers 1910